# Koczyczyne
Koczyczyne (ukr. Кочичине) – wieś na Ukrainie, w obwodzie żytomierskim, w rejonie zwiahelskim, w hromadzie Emilczyn. W 2001 liczyła 314 mieszkańców, spośród których 308 wskazało jako ojczysty język ukraiński, a 6 rosyjski.